# Intuitu personæ
Intuitu personæ (ook: intuitu personae) is een Latijnse uitdrukking die "met betrekking tot de persoon" betekent.  Hiermee wordt in het recht een relatie tussen twee mensen bedoeld, of tussen een persoon en een entiteit, die niet op een andere persoon kan worden overgedragen. Dit is bijvoorbeeld het geval bij een arbeidsovereenkomst.
Intuitu personae verwijst in de eerste plaats naar de elementen die de identiteit van een persoon officieel bepalen, zoals familienaam, voornaam, leeftijd, en woonplaats. In ruimere zin kan die identiteit echter ook het geheel van fysieke en morele eigenschappen omvatten die een specifiek wezen karakteriseren en hem of haar tot een uniek persoon maken, zoals kennis en vaardigheden, beroep, reputatie en zelfs moraliteit. 
In de rechtspraak kan het beginsel dat een overeenkomst “intuitu personae” strikt aan de persoon is gebonden echter tot betwistingen leiden. Dat is bijvoorbeeld het geval bij een faillissement, of bij de toelaatbaarheid om bij overeenkomsten intuitu personæ een andere persoon te vervangen. Sommige juristen zijn dan ook van oordeel dat, om betwistingen te vermijden, nader onderzoek nodig is naar de wil van de partijen, om de precieze draagwijdte ervan te bepalen.